# Сортировка отходов
Сортировка отходов (также раздельный сбор отходов, селективный сбор отходов) — практика сбора и сортировки отходов с учётом его происхождения и пригодности к переработке или вторичному использованию. Раздельный сбор отходов позволяет отделить перерабатываемые отходы от неперерабатываемых, а также выделить отдельные типы отходов, пригодные для вторичного использования. Эти действия позволяют не только вернуть в промышленный оборот максимум материалов, но и сократить расходы на вывоз отходов, их промышленную сортировку, а также снизить углеродный след, общее загрязнение окружающей среды, в том числе сократить площадь мусорных полигонов. Система раздельного сбора отходов широко распространена в странах Европы, Азии, Северной и Южной Америки. В России сортировка отходов находится в зачаточной стадии.

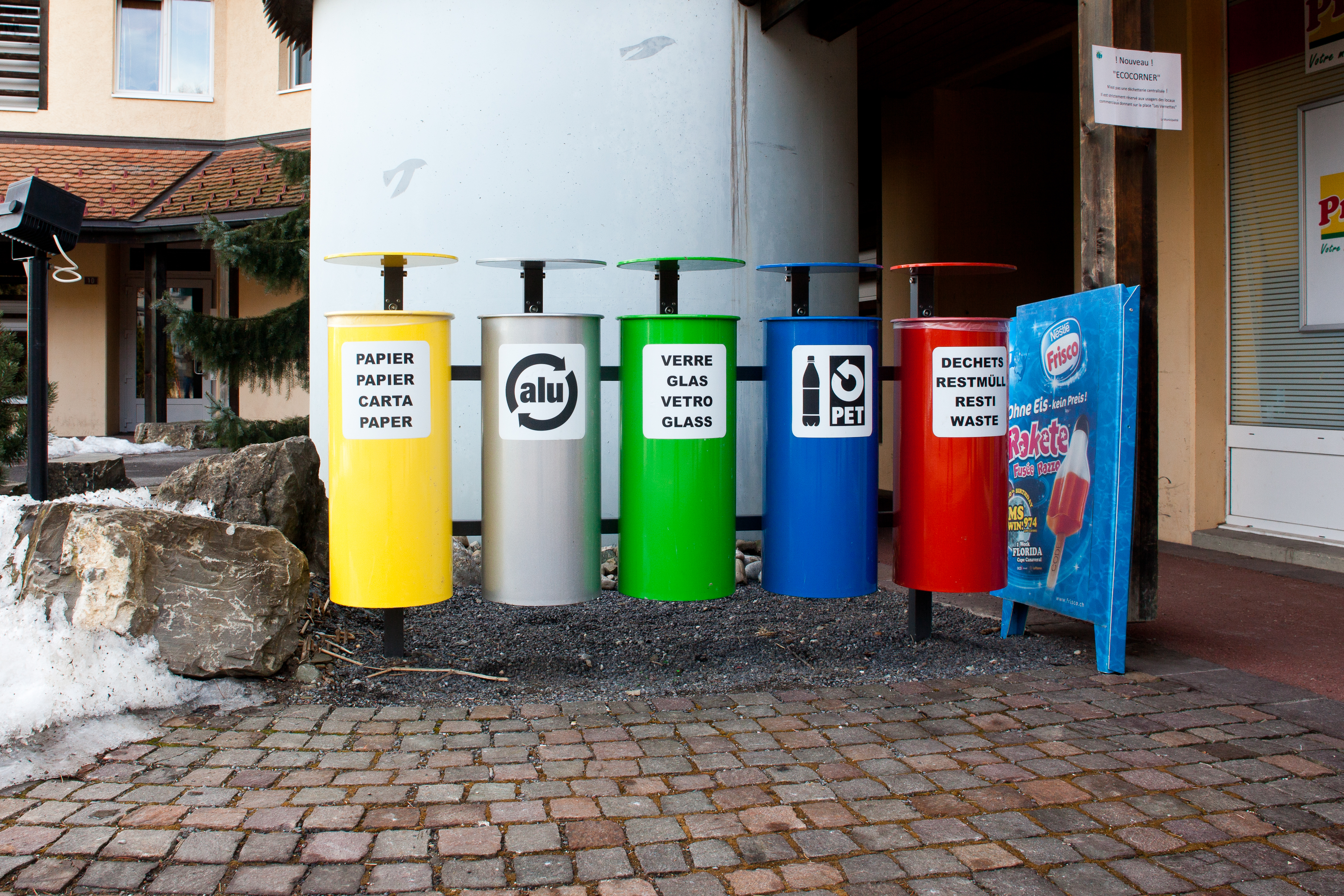
Контейнеры для разделения мусора в Швейцарии

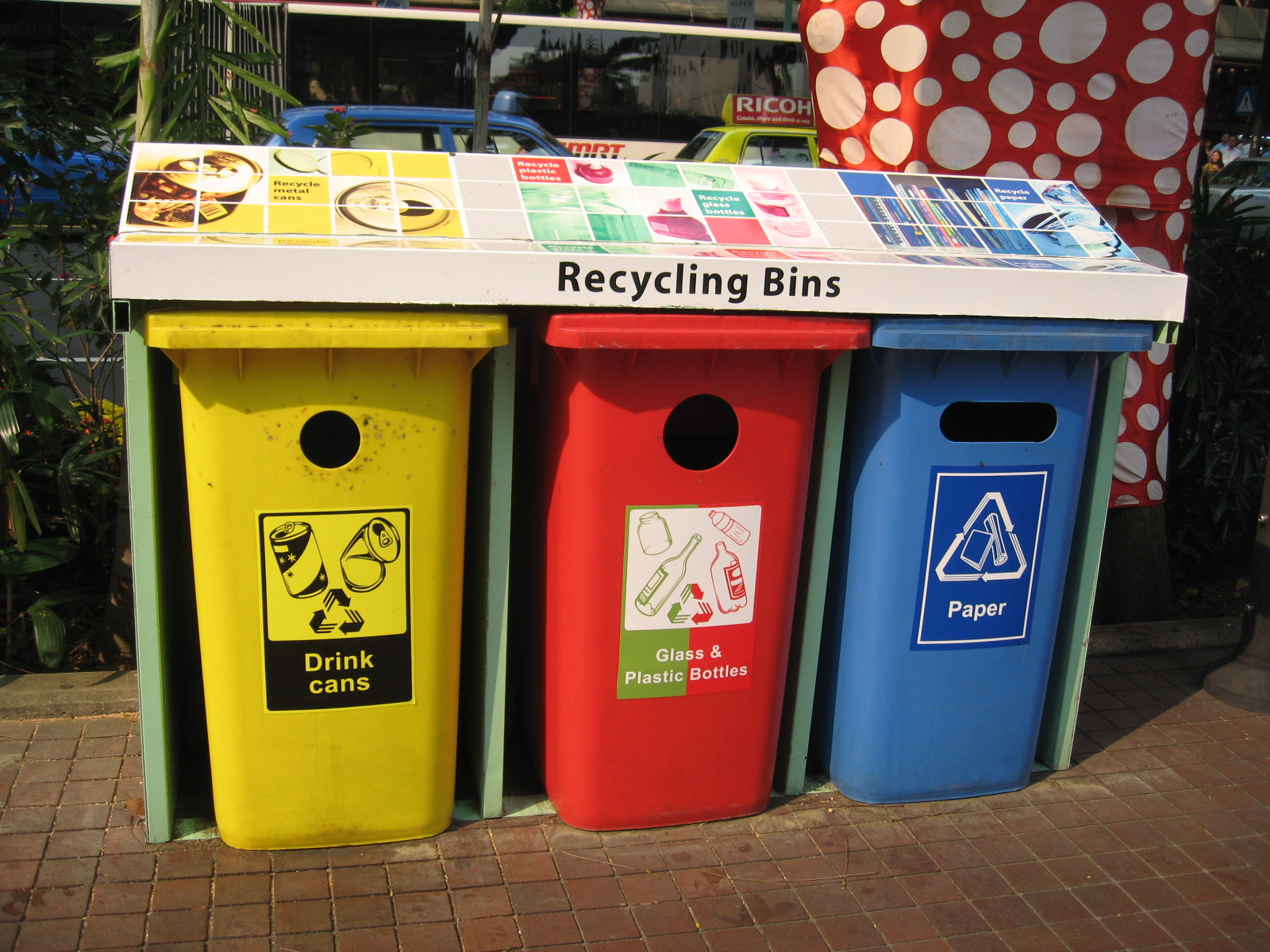
Контейнеры для разделения мусора в Сингапуре

## История
До Промышленной революции одноразовых предметов практически не было, почти весь мусор был органическим, а токсичных бытовых отходов производилось очень мало. Таким образом, проблема обращения с отходами и вовлечения их в переработку отсутствовала. Позже стали получать распространение такие материалы, как бумага и синтетические волокна. 
В США в 1898 году была первая известная попытка разделения мусора на фракции с извлечением из них полезных компонентов. 
Широко применять раздельный сбор мусора стали в XX веке, по мере распространения в быту (в первую очередь, в развитых странах мира) синтетических материалов, что привело к росту количества неразлагающихся или токсичных отходов. Одновременно с этим в мире росло количество мусорных свалок и полигонов, а производства продолжали требовать сырьё. 
Во второй половине XX века страны Европы и Северной Америки столкнулись с мусорными кризисами. Для экономии природных ресурсов и уменьшения числа мусорных полигонов твёрдые бытовые отходы стали вводиться во вторичный оборот. Наиболее ранними примерами разделения отходов являются применявшиеся в ряде стран, в том числе в СССР, с первой половины XX века сбор и вторичное использование стеклотары, макулатуры и металлолома.
Появление современной системы разделения мусора, предполагающей раздельный сбор большего количества фракций, относится уже к 1970-1980-м годам. 
Первопроходцем в этой сфере стала ФРГ. В 1974 году в ФРГ впервые появились отдельные контейнеры для сбора стекла, а в 1978 году стали вводить многокамерную систему. 
В 1970-е годы первые опыты по раздельному сбору применялись в Японии. 
В 1990 году в Германии был внедрён раздельный сбор мусора в общегосударственных масштабах. Позже он стал применяться и в других странах Западной Европы. 
В 1990 году в Великобритании был издан закон о защите окружающей среды, в котором была закреплена необходимость сортировки мусора. 
В 1992 году аналогичный закон был принят во Франции: он обязывал местные органы власти обеспечивать переработку мусора, что также привело к введению системы раздельного сбора отходов. 
В 1996 году закон об обращении с отходами был принят в Германии, а в 1997 году в Японии. 
В 1990-е годы раздельный сбор и переработка отходов получали всё большее распространение в других странах Западной и Северной Европы. 
В 2000-е разделение отходов стало в Евросоюзе практически повсеместным.
Параллельно с Европой раздельный сбор отходов развивался и в Северной Америке: в частности, в Канаде первые опыты по его внедрению осуществлялись ещё в начале 1980-х годов. На налаживание полноценного функционирования раздельного сбора отходов в развитых странах ушло от 20 до 30 лет. 
В конце 2000-х — начале 2010-х годов разделение отходов получает распространение в странах Восточной Европы, а также в России и ряде постсоветских стран.

## Принципы

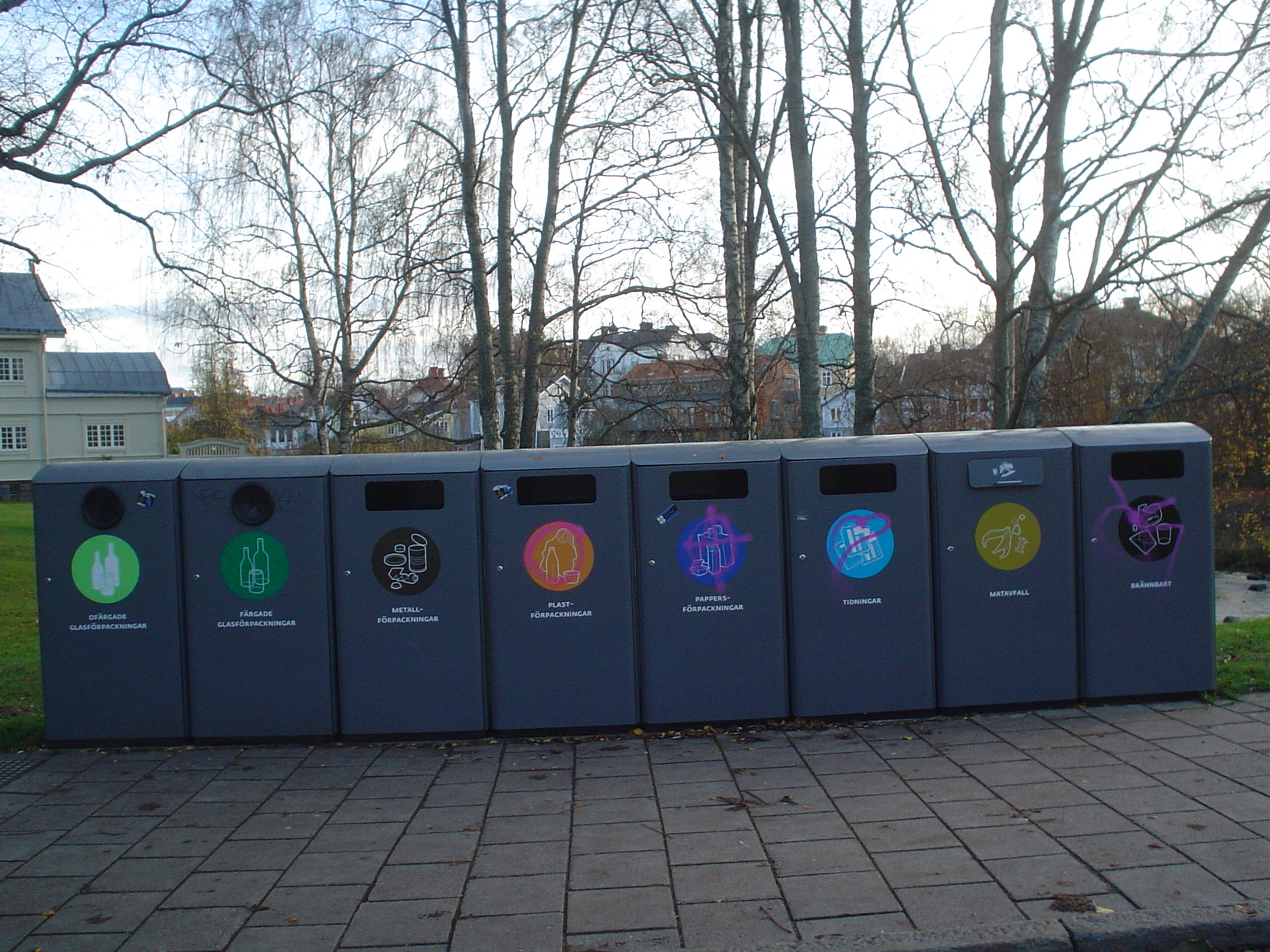
Контейнеры для разделения мусора в Евле (Швеция)

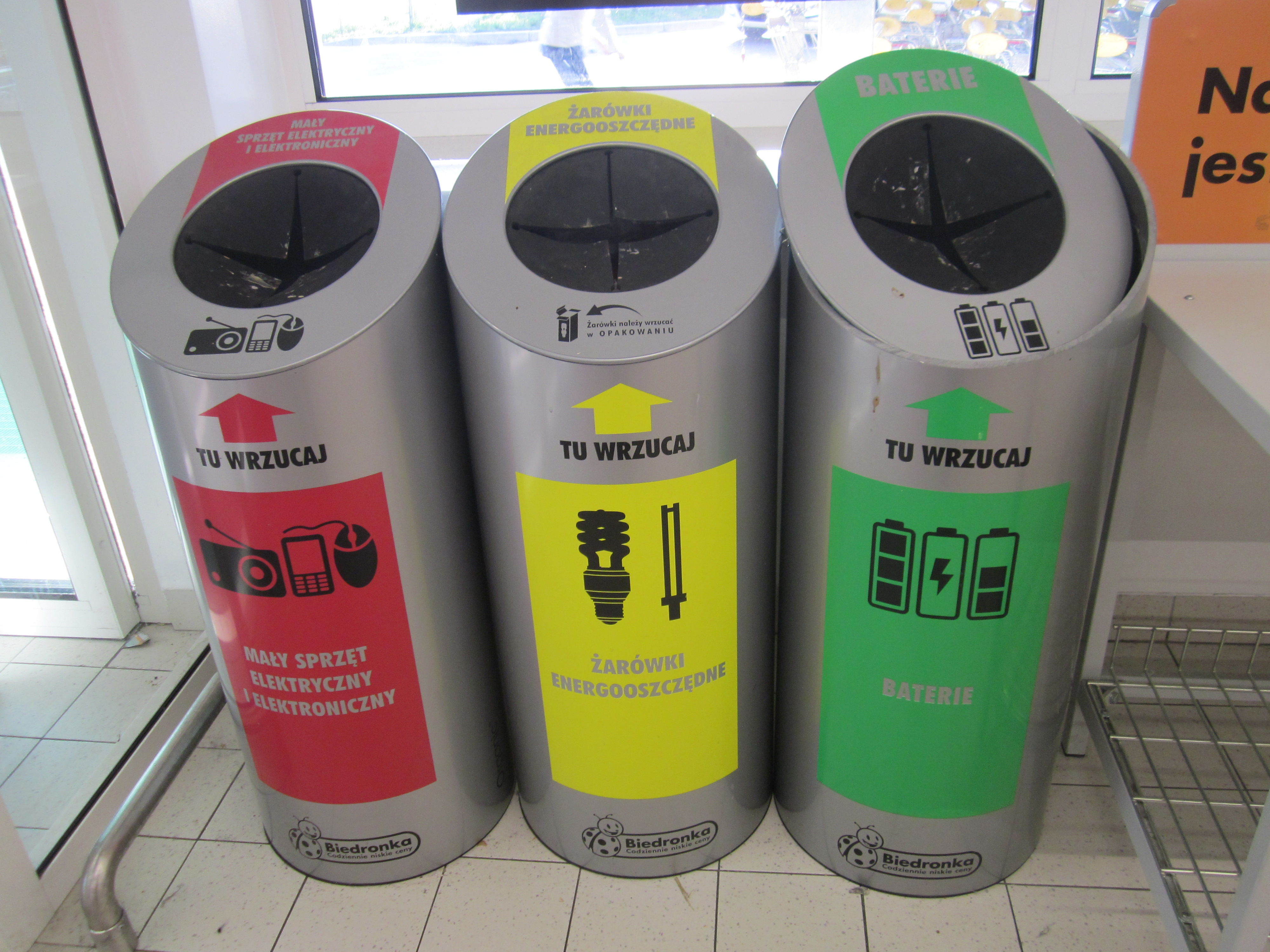
Контейнеры для сбора опасных отходов в магазине в Польше

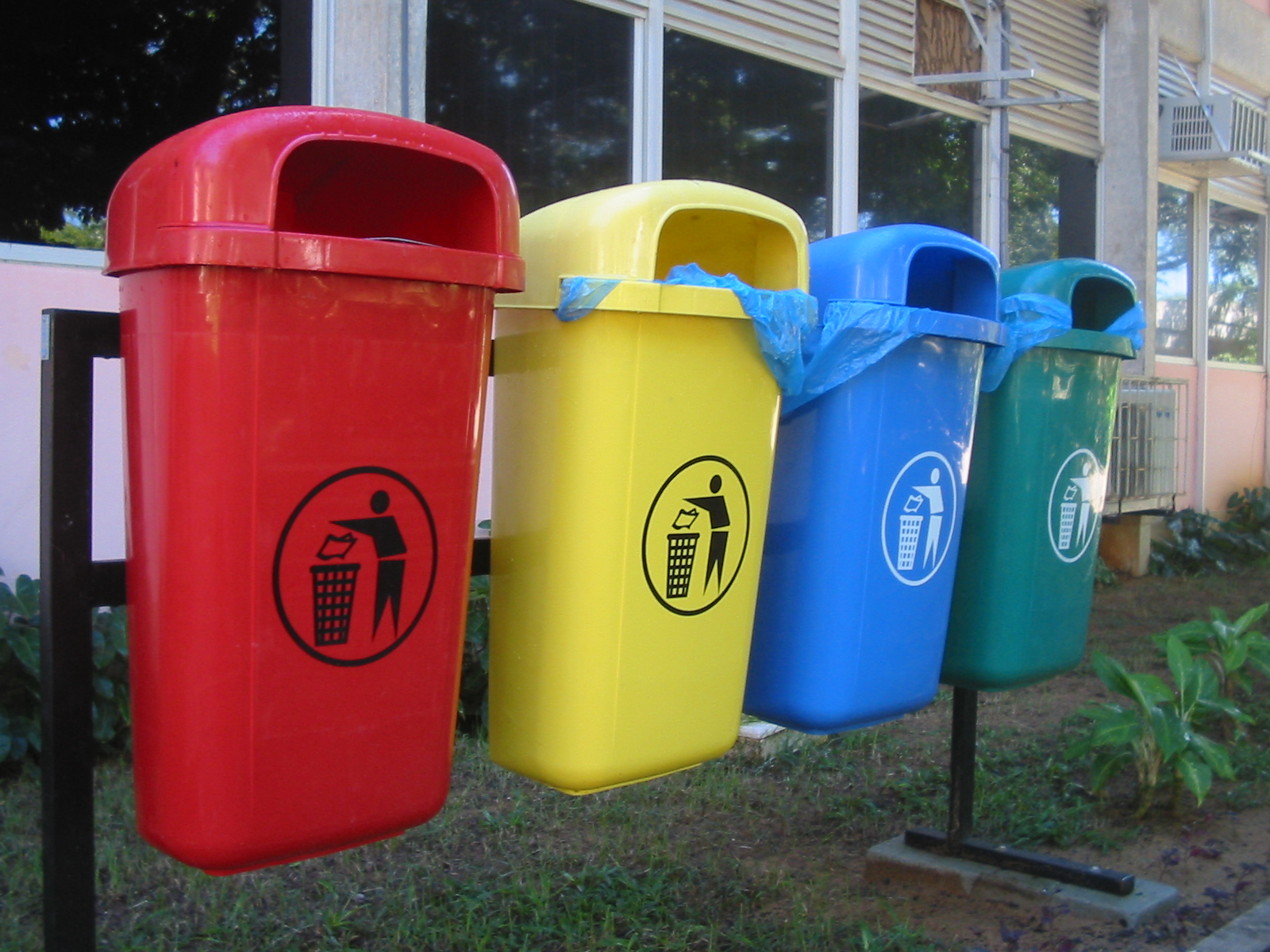
Контейнеры для разделения мусора в Бразилии

В основе системы разделения мусора лежит идея поддержки устойчивого природопользования и минимизации потерь ценных материалов. Раздельный сбор мусора предполагает его самостоятельное разделение каждым человеком, и эффективность разделения требует сознательности и понимания процесса всеми его участниками. Таким образом, проводимое по правилам бытовое разделение мусора позволяет избежать затрат на его промышленную сепарацию на сортировочных комплексах, а население становится полноценным участником в процессе переработки отходов.
Наиболее важным этапом при разделении мусора является отделение пищевых отходов. Это позволяет избежать загрязнения перерабатываемого вторичного сырья продуктами и уменьшить объём свалочного газа на полигонах. Последующая глубина разделения мусора может различаться в зависимости от количества фракций отходов. Иногда разделяются только перерабатываемые отходы (стекло, пластик, бумага, картон и прочие), и неперерабатываемые. При более глубоком разделении (которое применяется чаще) отдельному выбросу подлежат: стекло (стеклянная тара и битое стекло собираются отдельно, а иногда разделяться может и тара из-под разных продуктов); бумага; картон (включая картонные упаковки); пластик (большинство контейнеров предназначено для изделий из полиэтилентерефталата (ПЭТ) — основной пластиковой упаковки; другие виды пластика собираются отдельно); опасные отходы (батарейки, аккумуляторы, ртутные лампы и т. д.); резина; металлы; несортируемые отходы. Отдельно собираются крупногабаритные отходы (например, мебель), а также электронная и оргтехника.
При развитом уровне разделения мусора населению легкодоступны благодаря отдельным контейнерам для разных видов мусора, установленным во дворах, подъездах жилых домов, на улицах. Для облегчения процесса многие устанавливают по несколько мусорных ящиков (или один многосекционный) у себя дома. Зачастую системы сортировки и хранения разделённого мусора предусмотрены в современных проектах кухонь. Как правило, массово установленные контейнеры предназначены не для всех видов мусора. Контейнеры для редких типов мусора — резины, опасных отходов, битого стекла, а также не-ПЭТ пластиков — установлены реже.
Существует несколько подходов к организации раздельного сбора мусора. Зависят они от места установки контейнеров и системы оплаты вывоза мусора. Иногда эти подходы комбинируются.
- «Drop off» (с англ. — «высадка») — подход, предполагающий установку контейнеров только в общественных местах (например, возле крупных магазинов). Преимущество этого способа заключается в отсутствии у населения необходимости оплачивать сбор мусора из своего кармана. Недостаток — в более низкой территориальной доступности контейнеров, когда местные жители не имеют возможности выбрасывать мусор в своём дворе[11].
- «Curbside» — сбор отходов в контейнерах, установленных в домах или на придомовой территории, и вывоз их в определённые дни. Работу мусоровозов в этом случае оплачивает как муниципалитет из бюджетных средств, так и сами жители через коммунальные услуги (такой способ распространён в США)[11].
- «Pay as you throw» (с англ. — «плати, как выбрасываешь»). При этом подходе жители дома оплачивают только вывоз несортированного мусора, который отправляется на полигоны ТБО, и размер оплаты зависит от его количества. Соответственно, чем больше они сортируют мусора, тем меньше платят[11].
- «Синий пакет» (англ. Blue bag). Весь мусор выбрасывается в один контейнер, но та часть, которая пригодна для использования в качестве вторичного сырья, упаковывается в синие пакеты, которые затем извлекаются из общей массы на мусороперегрузочных станциях. Этот подход применяется в ряде городов США, но мало распространён, так как считается неэффективным[11].

Для стимулирования населения к раздельному сбору применяется также система залоговой стоимости. Эта программа распространяется исключительно на использованную упаковку (как правило, пластиковые бутылки, но, к примеру, в Швеции в эту систему вовлечены и алюминиевые банки). Программа предполагает участие в ней магазинов, устанавливающих на товары в пластиковой упаковке наценку, которая для покупателя становится залогом. При сдаче этой упаковки после использования в специальные пункты приёма сумма залога возвращается. В ряде стран Европы распространена автоматизированная форма этой программы.
При раздельном сборе мусора каждый из контейнеров должен иметь обозначение о виде отходов, для которого он предназначен, — текстовое, пиктографическое или цветовое. Нередко используются все три. В ряде стран Европейского союза цветовая маркировка контейнеров унифицирована. В США и в России унификации цветов нет, в Японии цветовая маркировка используется редко.

## Распространение в мире
Разделение мусора наиболее распространено в странах Западной и Северной Европы, в Северной Америке и Японии, и необходимость раздельного сбора мусора закреплена в них на законодательном уровне. Соответствующие законы регламентируют необходимую глубину разделения мусора, штрафы за нарушение правил разделения, места установки контейнеров, частоту вывоза отходов. В большинстве этих стран контейнеры для раздельного сбора отходов устанавливаются в каждом дворе.

### Европа

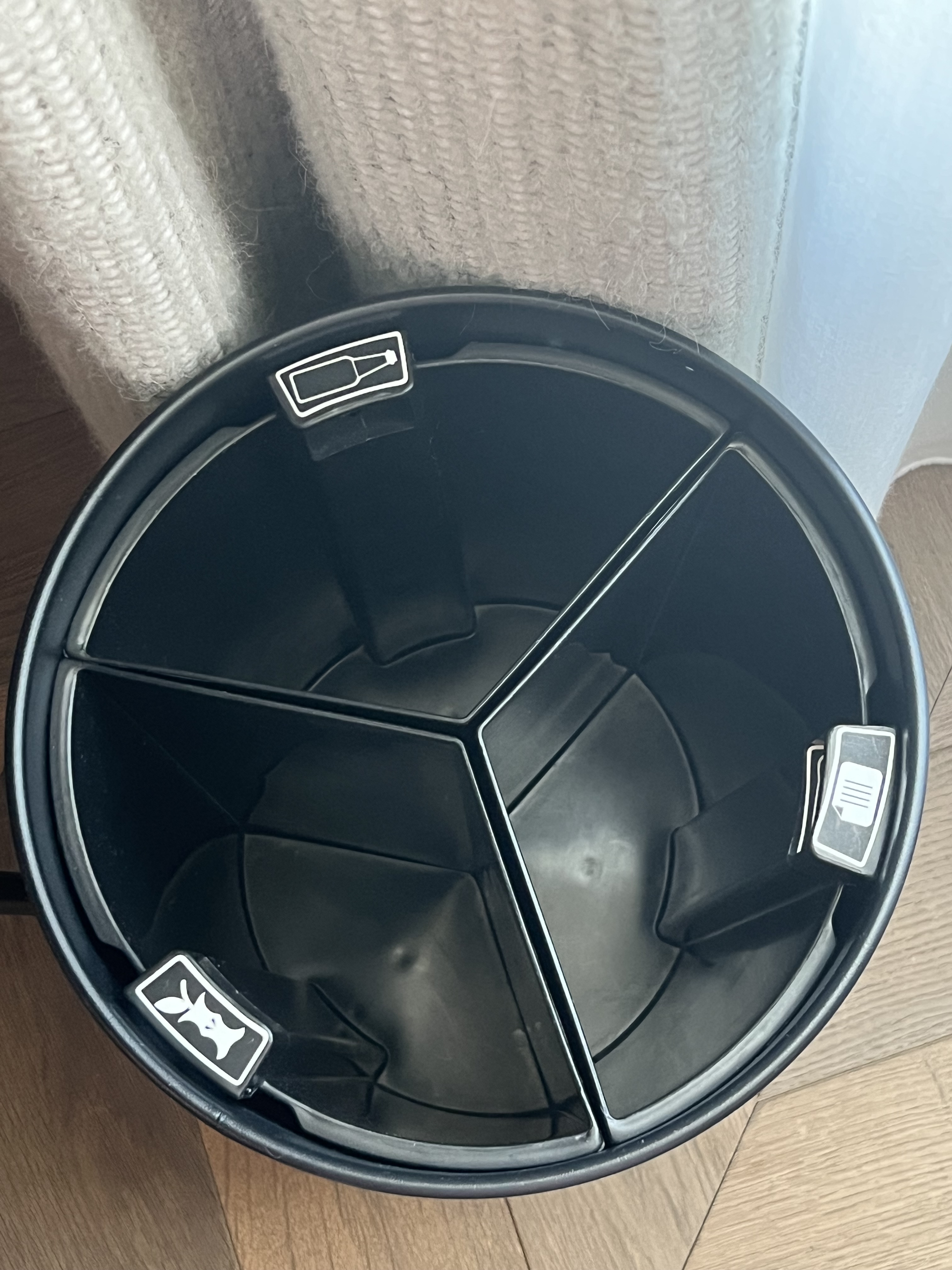
Мусорное ведро с отделениями для отходов разного типа в парижском отеле

Высокий уровень развития разделения мусора повышает и уровень его переработки и, соответственно, снижает количество мусора, отправляемого на полигоны. К примеру, в Швеции 93 % мусора либо перерабатывается, либо сжигается. В Финляндии широко распространена установка контейнеров для разделения мусора на улицах (обычно там ставятся контейнеры для пяти видов отходов). Во Франции и Италии на некоторых контейнерах установлены чипы, определяющие степень заполненности контейнера, и по необходимости вызывающие мусоровозы. 

#### Германия
В Германии на каждой приписанной к дому площадке должно быть установлено как минимум три контейнера — для бумаги, пластика и пищевых отходов. Стеклянная тара в Германии разделяется по цвету стекла. В разных федеральных землях Германии различается размер штрафов за нарушения разделения мусора — от 30 до 75 евро.  
В то же время начиная с 2024 года аэропорт Дюссельдорфа отказался от раздельного сбора мусора, мотивируя это тем, что многие пассажиры выкидывают мусор не глядя, в первый попавшийся контейнер, — и не желая оплачивать штрафы за несортированные отходы или же заниматься их сортировкой.

#### Швейцария
В Швейцарии примерно равное количество мусора сжигается и отправляется на переработку. В частности, доля вторичного использования стеклотары составляет 96 %, бумаги и картона — 90 %, пластиковой тары — 92 %, алюминиевой тары — 92 %, батареек — 71 %. Как и в Германии, сбор стеклотары здесь разделяется по цвету стекла, а упаковка делается таким образом, чтобы бумажные «рубашки» легко снимались с пластиковой тары и могли утилизоваться раздельно. Для контроля за соблюдением правил разделения мусора в Швейцарии действует мусорная полиция.

### Китай
В Китае разделение мусора менее развито, чем в странах Европы и в Японии. На улицах многих китайских городов установлены контейнеры для раздельного сбора (как правило, по три: для отходов на переработку, неперерабатываемых отходов и пищевых отходов), однако система поощрения за раздельный сбор в стране не развита и штрафы за неправильную сортировку отсутствуют. Переработка мусора в Китае развита, однако большинство сырья для неё импортируется из других стран (в основном из США и стран Евросоюза), а уровень переработки собственного мусора в Китае относительно низок (порядка 10 %).

### СССР
Раздельный сбор некоторых категорий отходов существовал в СССР, где массово отсортировывались и вторично перерабатывались металлолом, макулатура и стекло и стеклотара, также можно было обменять старые аккумуляторы и покрышки на новые, старые аккумуляторы и покрышки шли на переработку. В сбор и сдачу вторсырья активно вовлекались школьники, а для стимулирования населения была введена система денежного вознаграждения за сданные отходы. Стеклянные бутылки и банки после промывки использовались заново, битое стекло перерабатывалось, равно как макулатура и металлолом. 
В конце 1980-х годов в СССР действовало около 6 тысяч приёмных пунктов по заготовке и переработке вторичного сырья. 
В СССР было меньше бытовых отходов, потому что торты и конфеты были в бумажных коробках, у конфет были бумажные фантики, пачки печенья и вафель также в основном были из бумаги. Напитки продавались в стеклянных бутылках. Упаковка в основном была бумажная, сумки в основном были многоразовые из ткани или из искусственной кожи. 
Несмотря на цикличность и распространённость системы переработки и меньшее использование пластика, экологическая обстановка в СССР была одной из худших в мире, за счет массового выброса отходов производства в атмосферу и непостоянства контроля за качественной утилизацией больших количеств синтетических отходов, а так же за счет низких качества и эффективности ряда используемых в СССР технологий, как производства так и переработки.
В 1990-е годы эта система перестала функционировать.

### Россия

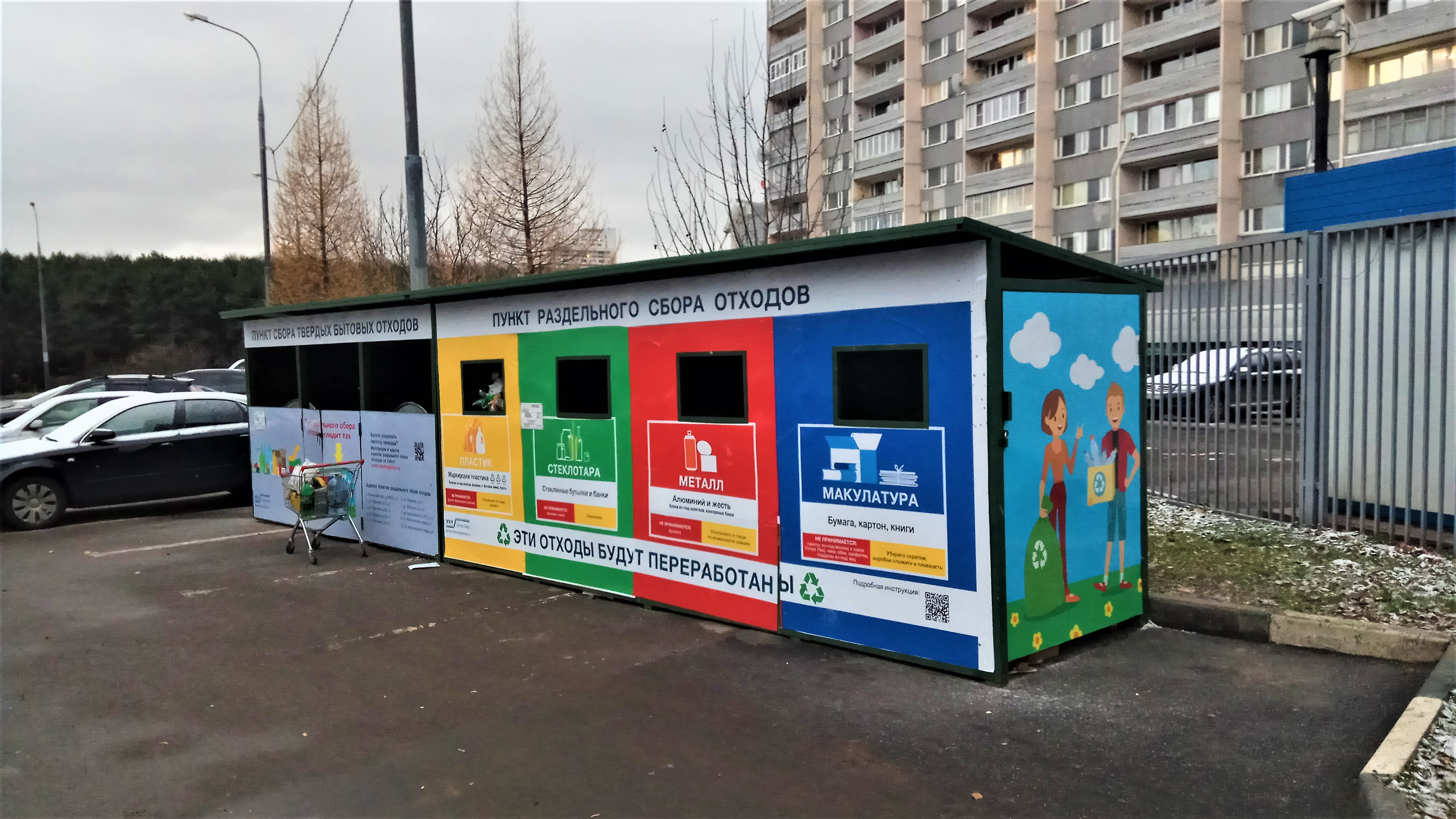
Пункт раздельного сбора отходов, Москва, 2017 год

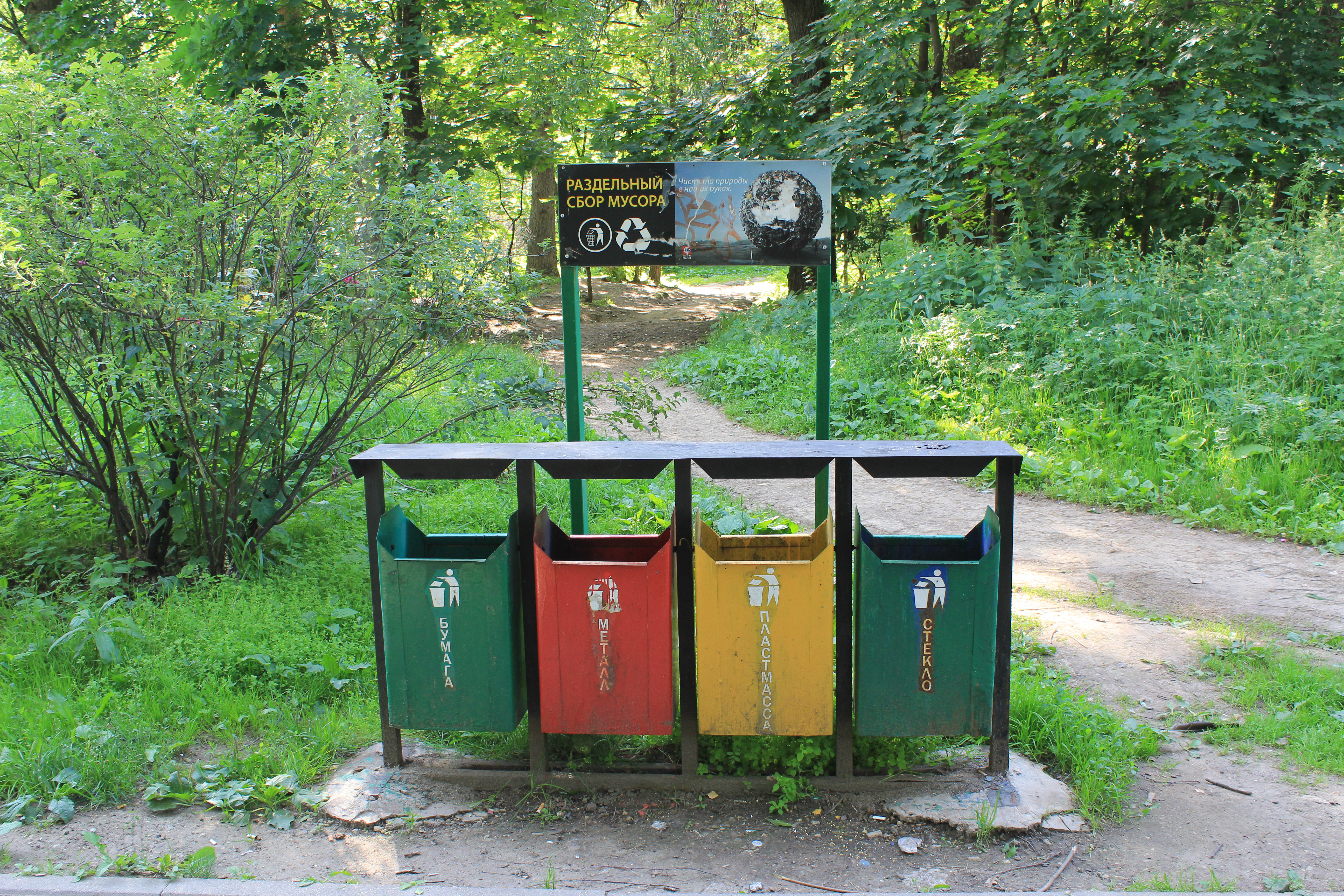
Раздельный сбор мусора в Битцевском лесу, 2015 год

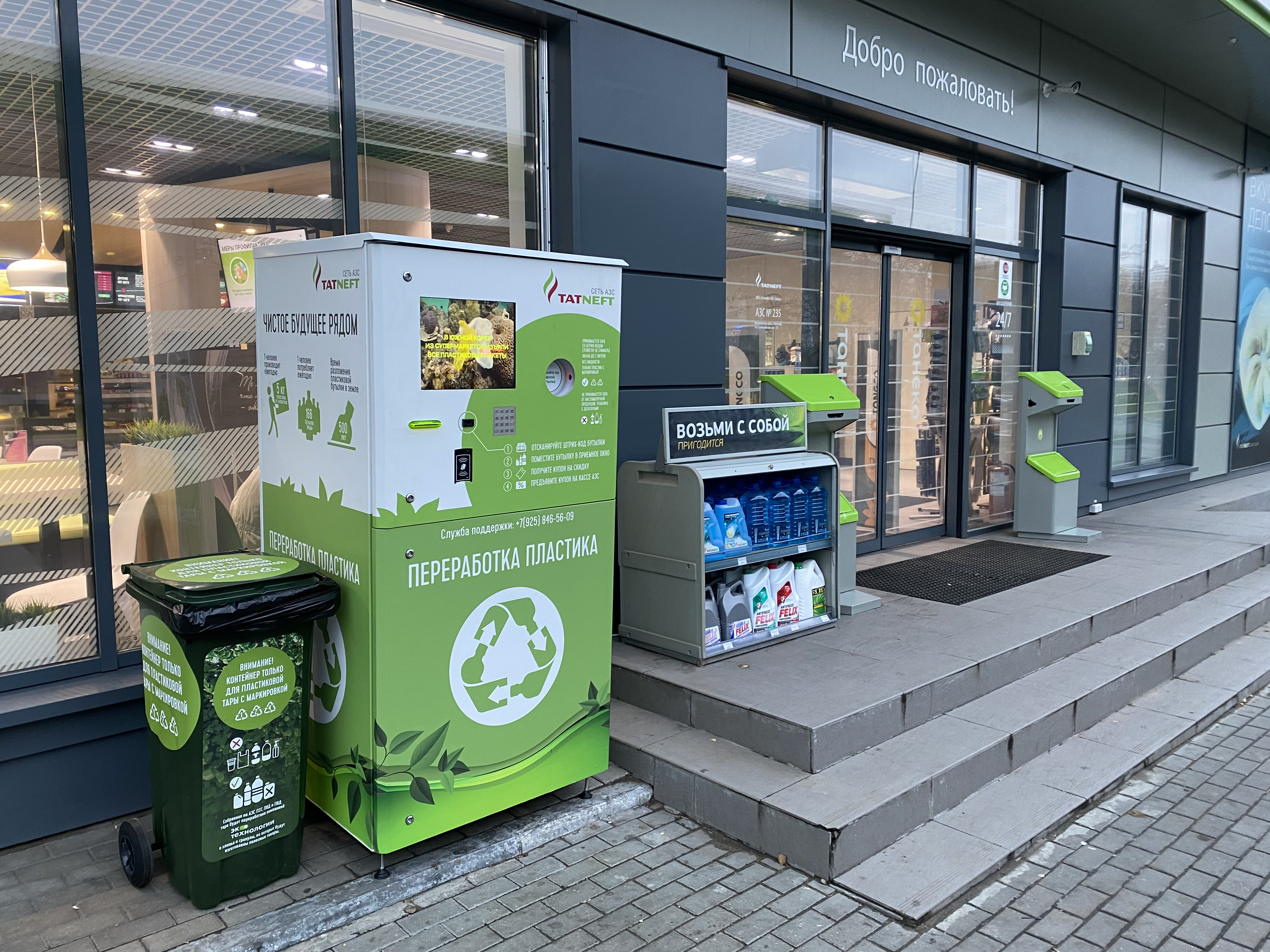
Автомат по приёму тары на АЗС Татнефть

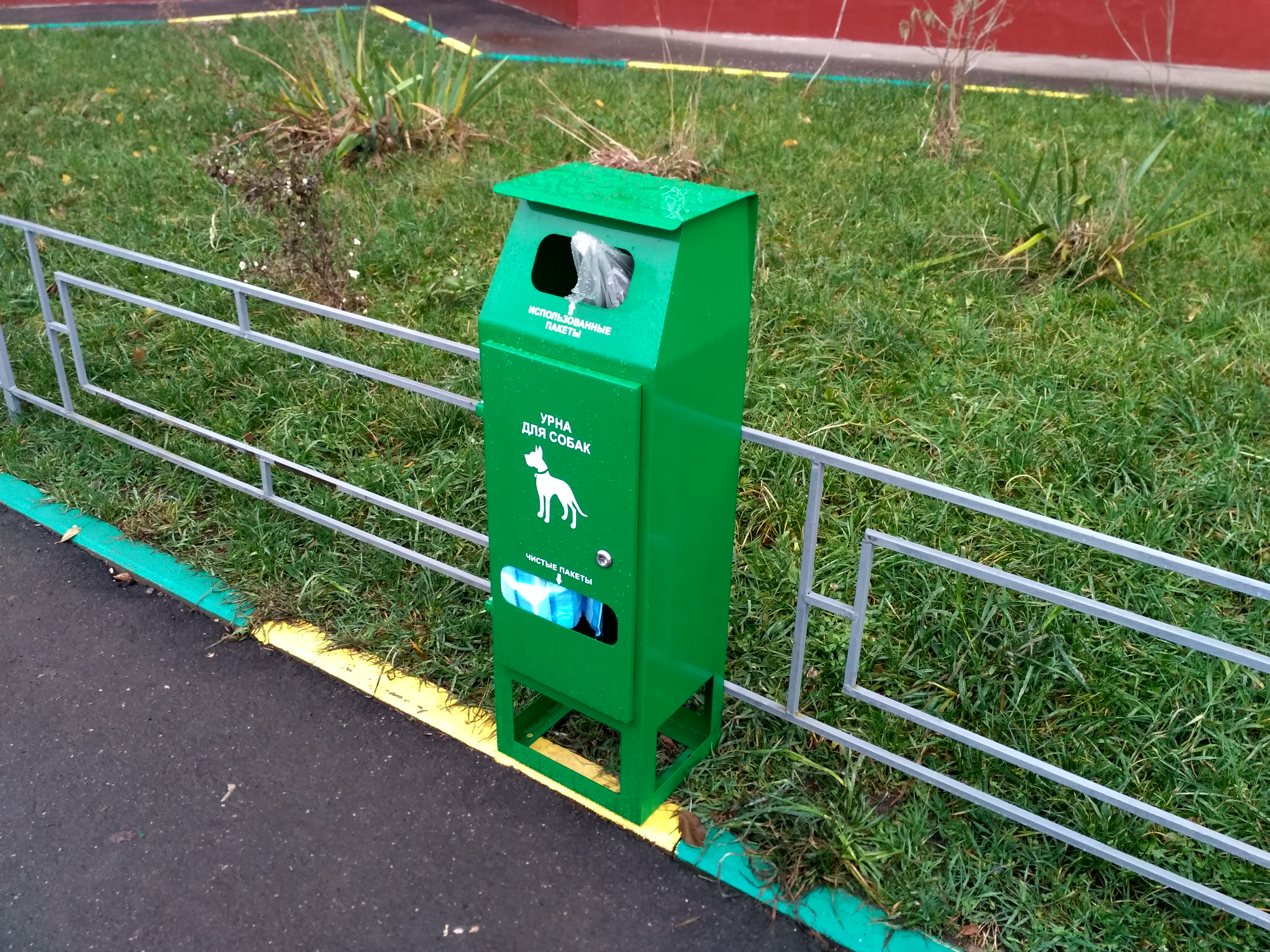
Урна для собачих фекалий

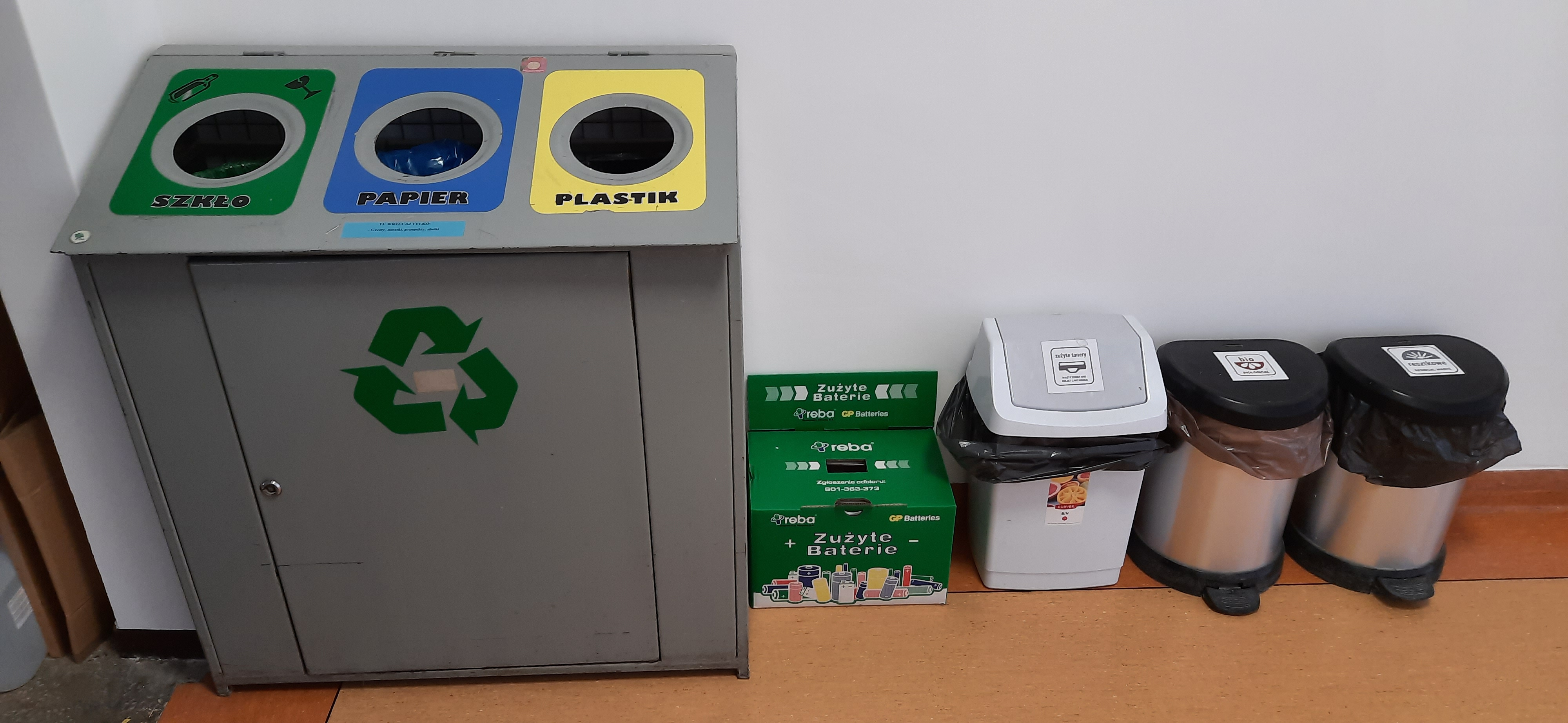
Пункт переработки отходов в Гданьском политехническом университете

Первые попытки внедрения современной системы разделения мусора в России стали предприниматься в 2000-е годы. В основном раздельным сбором занимались частные компании при поддержке экологических организаций и позже реализовывали собранные отходы спецпредприятиям по переработке. В 2002 году движение «Гринпис» провело эксперимент по вводу в Санкт-Петербурге централизованного разделения мусора, но в итоге он оказался неудачным из-за недостаточной осведомлённости населения. С 2004 года финская компания Lassila & Tikanoja занялась установкой систем раздельного сбора и переработки отходов в городах Московской области (первым городом была Дубна). В Москве и Санкт-Петербурге к концу 2000-х появились пункты приёма опасных отходов (батарейки, ртутные лампы и т. д.).
Позже разделение мусора начало приходить и в другие регионы России.
В 2009 году в Воронежской области организацией и пропагандированием разделения отходов занялась компания «Картон Черноземье».
В начале 2010-х эксперименты по разделению мусора проводились в Кирове, Перми, Северодвинске, Улан-Удэ. Однако из-за отсутствия должного информирования населения качество разделения мусора оставалось достаточно низким.
В 2010 году в Санкт-Петербурге, при поддержке городского комитета по природопользованию и охране окружающей среды, была организована система сбора у населения опасных отходов, принимаемых на мобильных пунктах приёма — «Экомобилях». В 2012 году аналогичный проект заработал в Новосибирской области. В 2011 году в Петербурге было основано общественное движение «РазДельный сбор», волонтёры которого стали проводить акции по приёму у населения перерабатываемых отходов. С 2014 года движение стало действовать в Москве и Подмосковье. Участие в организации разделения отходов в России стал принимать и крупный бизнес. В 2014—2015 годах в сети магазинов электроники «Media Markt» действовали пункты сбора батареек, впоследствии закрытые. В 2014 году контейнеры для батареек были установлены в гипермаркетах петербургской сети «Карусель», а в 2018 году проект по сбору батареек в российских гипермаркетах запустили компании «МегаполисРесурс» и «Duracell». В 2014 году Российские железные дороги провели пилотный проект по раздельному сбору мусора на железнодорожных вокзалах России: контейнеры тогда были установлены на Ленинградском вокзале в Москве, а также на вокзалах в Новокузнецке, Красноярске и Абакане. В 2019 году РЖД заявили о планах внедрения раздельного сбора в поездах.

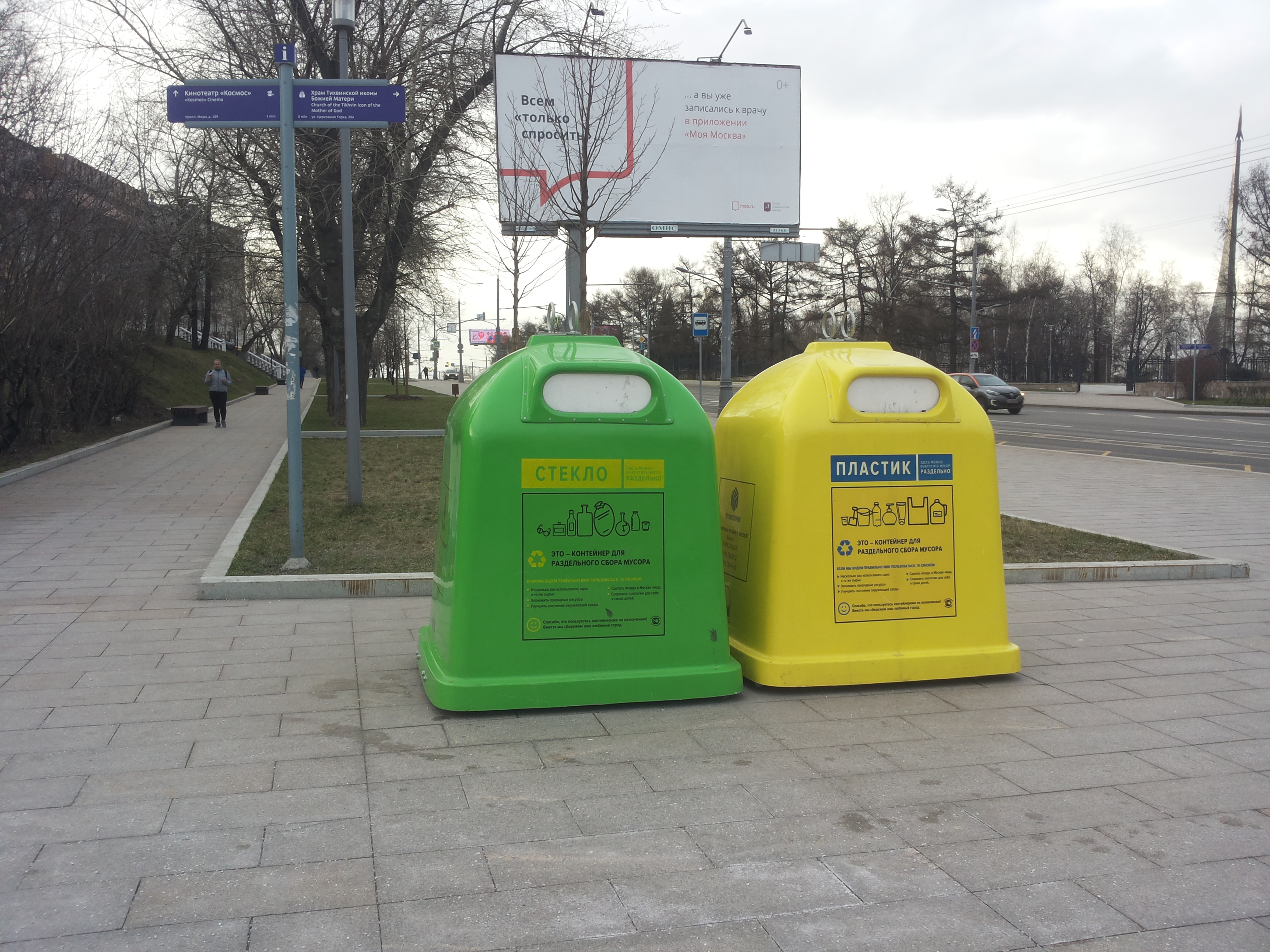
Баки для сбора стекла и пластика, Москва, 2020 год

В России во второй половине 2010-х годов началась реформа обращения с отходами, которая предполагает поэтапное внедрение раздельного сбора мусора и повышение уровня его переработки. Ряд специалистов и чиновников считает, что опыт развитых стран позволит внедрить в России систему сбора мусора гораздо быстрее, чем это смогли сделать в своё время Германия и Япония.
В 2020 году компания Azimut Hotels заявила, что вводит практику раздельного сбора отходов в своей сети отелей. Суть заключается в том, что гигиенические принадлежности и аксессуары в номерах будут заменены на более экологичные и пригодные для переработки варианты из альтернативных материалов. Расчески, рожки для обуви, крышки от флаконов и прочие будут выполнены с использованием вторичного пластика, а сами флаконы — из первичного термопластика (полностью пригоден для повторного использования в производстве). Использованные ёмкости от гигиенических средств в дальнейшем будут направлены на досортировку и переработку. Проект реализовывается мощностями нефтехимической компании «Сибур», ГК «ЭкоТехнологии» и другими операторами по вывозу и утилизации отходов.
В середине 2010-х годов в ряде городов России стали устанавливаться пункты по централизованному раздельному сбору мусора у населения. По состоянию на весну 2017 года, Результаты исследования показали, что из 73,7 млн человек, живущих в 160 российских городах с населением от 100 тыс. человек, доступ к инфраструктуре раздельного сбора имеют лишь 6,8 млн (9,2 %) горожан. Лидерами по доступности раздельного сбора мусора в России были Саранск, Мытищи, Оренбург, Волжский, Мурманск, Новосибирск, Благовещенск, Ноябрьск, Пермь и Северодвинск. В 2019 году российская картографическая компания «2ГИС» систематизировала информацию о пунктах раздельного сбора мусора в городах России и отметила их на своих картах. На данный момент разделением мусора занимается порядка 8 % россиян. При этом, по данным социологических исследований, до 80 % населения приветствуют раздельный сбор и готовы на него перейти, реализации мешает лишь неразвитость инфраструктуры.
В городе-лидере по разделению мусора — Саранске — на 2019 года сортируют 16 % ТКО, что не является пределом. Для примера, московский бытовой мусор состоит из пищевых отходов на 22 %, бумаги и картона — 17 %, стекла — 16 %, пластика — 13 %, отсева (ветки, листья и т. п.) — 10 %, текстиля — 3 %, строительных отходов — 3 %, чёрного и цветного металлолома — 2 %, кожи и резины — 1 %, прочего — 13 %.
Государственная политика, связанная с разделением мусора, в России длительное время отсутствовала. С 2017 года в России стартовала реформа обращения с отходами производства и потребления («мусорная реформа»), основой которой стал федеральный закон № 89 «Об отходах производства и потребления», принятый ещё в 1998 году, и претерпевший значительные изменения в 2017—2019 годах. Реформа вводит поэтапный запрет на захоронение некоторых видов отходов на полигонах: с 2018 года запрещено захоронение чёрных и цветных металлов и отходов, содержащих ртуть; с 2019 года — картона и бумажной упаковки, покрышек, полиэтилена, стекла и стеклянной тары; с 2021 года будет запрещено захоронение компьютерной и оргтехники, бытовых приборов и аккумуляторов.
В 2018 году решением президиума Совета при Президенте Российской Федерации был утверждён нацпроект «Экология», который включает 11 подразделов, регулирующих работу по улучшению экологической обстановки в России, в том числе — создание комплексов по переработке опасных отходов. На реализацию проекта планировалось направить более 4 трлн рублей. Так, в качестве эксперимента, в Ижевске установили 100 экотумб, для раздельного сбора батареек, ламп, градусников и т. д., которые отправят на переработку. За год такие контейнеры собирали около 5-ти тонн опасных отходов. Деятельность по сортировке бытовых отходов уже применяется на практике, например, в Удмуртии, Калужской и Нижегородской области, где с августа 2019 года начался первый этап перехода на раздельный сбор отходов, а с января 2020 года планировалось, что раздельный сбор ТКО будет осуществляться в отношении пластика, бумаги, стекла, металла и текстиля. Проект поддержали Минприроды, Российский Футбольный Союз, «Сибур» и другие. Так на всех турнирах под эгидой РФС, будет организован раздельный сбор пластиковых бутылок с целью дальнейшей их переработки и реализованы принципы эффективного управления отходами на спортивных аренах.
К середине 2020-х годов планируется наладить во всей стране систему разделения мусора и переработки вторичного сырья. При этом предполагается стимулировать население к разделению через снижение тарифов на вывоз мусора для разделяющих его, а позднее ввести систему штрафов за нарушение разделения. Первый этап данной инициативы стартовал в Московском регионе. Инициатива распространяется на жильцов многоквартирных домов, магазинов, ресторанов и других объектов торговли и инфраструктуры. Других регионам также было поручено вводить раздельный сбор отходов по примеру Москвы. Однако, по опросам ВЦИОМ, готовы к новой практике только менее половины россиян.

## Сортировка отходов на предприятиях
Особенно важна сортировка отходов на предприятиях так как работающие там люди проводят большую часть времени именно там, на предприятиях там есть бытовые отходы и производственные отходы, стекло, металл и т.д.
На предприятиях проще проследить за сортировкой отходов и проще организовать раздельный сбор отходов.

## Виды отходов
- Металлолом
- Макулатура (картон и бумага)
- Одежда и ткань
- Пластик
- Полиэтилен
- Стекло
- Дерево и древесные опилки
- Органические отходы
- Химические отходы
- Ядерные отходы
- Зола
- Отработанное техническое масло

## Уменьшение отходов без сортировки
Подержанные изделия можно кому-то подарить или продать, например в комиссионном магазине или через интернет, например через объявление в соцсетях или через мессенджеры Телеграм, Вайбер и т.д...
В магазине сэконд-хэнд можно купить подержанные вещи дешевле или сдать свои подержанные вещи, не создавая лишние отходы. 
Открытие пунктов приёма вторсырья тоже может уменьшить количество отходов и небольшой дополнительный доход для людей и прибыль для хозяев этих пунктов.
Производство или покупка качественных товаров из долговечных материалов, которые имеют большой срок службы.

### Безотходное производство
Безотходное производство, где отходы используют в производстве других товаров.